# Dunraven (Schiff, 1910)
Die Dunraven war ein 1910 gebauter Kohlefrachter, der ursprünglich Boverton hieß, aber kurz nach dem Stapellauf in Dunraven umbenannt wurde. Im Ersten Weltkrieg wurde das Schiff als Q-Schiff gegen die U-Boote des Deutschen Reichs eingesetzt.

## Geschichte
Während des Krieges wurde das Schiff für die Royal Navy in Davenport mit einem 10,2-cm-Geschütz, vier 7,62-cm-Geschützen sowie zwei Unterwassertorpedorohren bewaffnet. Kapitän war Gordon Campbell, Offizier der Royal Navy.
Am 8. August 1917 um 10:58 Uhr sichtete die Dunraven 130 Meilen südwestlich von Ushant im Golf von Biscaya ein Unterseeboot. Es war das von Oberleutnant zur See Reinhold Saltzwedel geführte U-Boot UC 71. UC 71 eröffnete gegen 11:45 Uhr aus großer Entfernung das Feuer auf die Dunraven. Die Panikgruppe des Q-Schiffs gab vor, das Schiff aufzugeben. Nur Campbell und die Gefechtsbesatzung blieben an Bord. Nach einiger Zeit kam das U-Boot mit hoher Fahrt an die Dunraven heran und eröffnete aus einer Meile das Feuer erneut. Nun geriet die Dunraven in massive Bedrängnis, denn drei Geschützgranaten des Unterseebootes brachten verschiedenes Waffengerät auf dem Achterdeck in Brand. Die erste Granate ließ eine Wasserbombe auf dem Heck explodieren, die anderen beiden setzten die Munitionskammer des achteren Zwölfpfünders in Brand. Nach einer halben Stunde explodierte die Munitionskammer und das Geschütz wurde sichtbar. Alle Mann bis auf einen überlebten die Explosion. Campbell ließ die Kriegsflagge der Royal Navy setzen, jedoch konnten die Geschützbedienungen nur ein paar Schüsse auf den verschwindenden U-Bootturm abfeuern, da das U-Boot durch die Enttarnung des Zwölfpfünders gewarnt war. Eine weitere halbe Stunde später schoss Saltzwedel einen Torpedo auf das Schiff, der die Dunraven am Heck traf.
Campbell organisierte eine weitere Panikgruppe. Eine Stunde später tauchte UC 71 in einem ungünstigen Schusswinkel für die Dunraven achtern auf. 20 Minuten lang ließ Saltzwedel die Dunraven beschießen und tauchte dann wieder ab. Campbell schoss seine beiden Torpedos. Der eine verfehlte das Boot völlig, der zweite schrammte über das U-Bootdeck, explodierte jedoch nicht.
Campbell stellte eine weitere Panikgruppe zusammen und ließ nur noch die nötigsten Männer zurück und wartete auf den Gnadenschlag des U-Boots. Der kam jedoch nicht, denn UC 71 hatte alle seine Torpedos verschossen und lief ab. Die Dunraven sank am 10. August 1917 um 3.17 Uhr, nachdem die Überlebenden von einer bewaffneten amerikanischen Yacht aufgenommen worden waren und der britische Zerstörer Christopher versucht hatte, die Dunraven abzuschleppen.
Die Besatzung der Dunraven erhielt nach dem Kampf mehrere militärische Auszeichnungen; unter anderem wurden Lieutenant Charles G. Bonner und, stellvertretend für die Besatzung des Heckgeschützes, Petty Officer Ernest Pitcher mit dem Victoria-Kreuz und Captain Gordon Campbell (zum dritten Mal) und Reginald A. Nunn mit dem Distinguished Service Order ausgezeichnet. Die Verleihungen der Victoria-Kreuze erfolgten durch Abstimmung der Besatzung aufgrund einer nur außerordentlich selten angewendeten Regelung in den Verleihungsbestimmungen der Auszeichnung, wonach das Victoria-Kreuz bei besonderer Tapferkeit einer Einheit oder Schiffsbesatzung auch an die Einheit oder Besatzung verliehen werden kann, die dann ihrerseits getrennt nach Offizieren und Mannschaftsdienstgraden über die konkrete Person abstimmt, welche ausgezeichnet wird. Diese Verleihung war das bislang drittletzte Mal, dass von dieser Sonderregelung Gebrauch gemacht wurde.